# Steinfeld (Carinthie)
Pour les articles homonymes, voir Steinfeld.
Steinfeld est une commune autrichienne du district de Spittal an der Drau en Carinthie.